# 小库塞维茨
小库塞维茨是德国梅克伦堡-前波莫瑞州的一个市镇。总面积14.45平方公里，总人口749人，其中男性388人，女性361人（2011年12月31日），人口密度52人/平方公里。